# Saint-Jean-de-la-Haize
Saint-Jean-de-la-Haize is een gemeente in het Franse departement Manche (regio Normandië) en telt 399 inwoners (1999). De plaats maakt deel uit van het arrondissement Avranches.

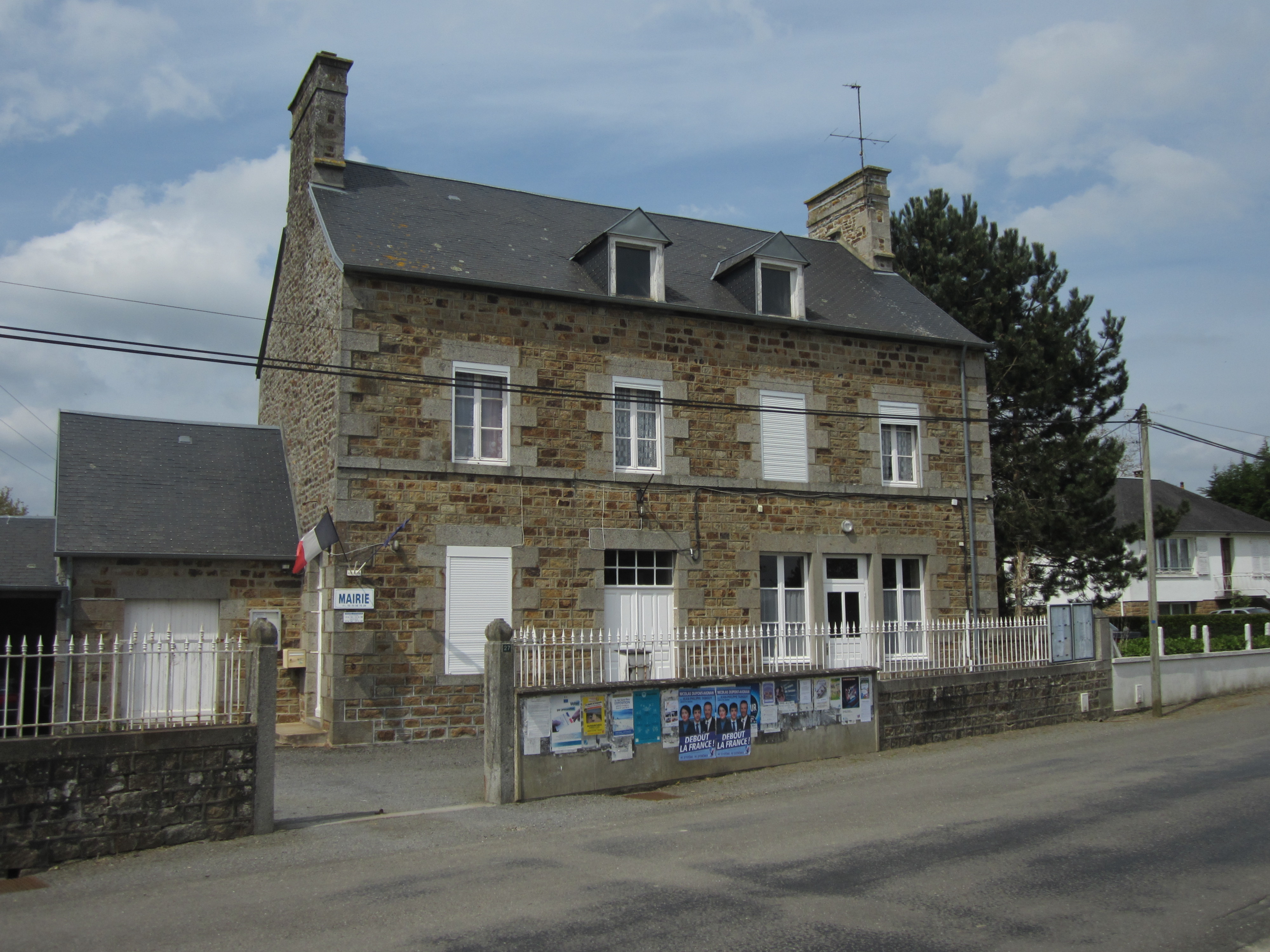
Gemeentehuis
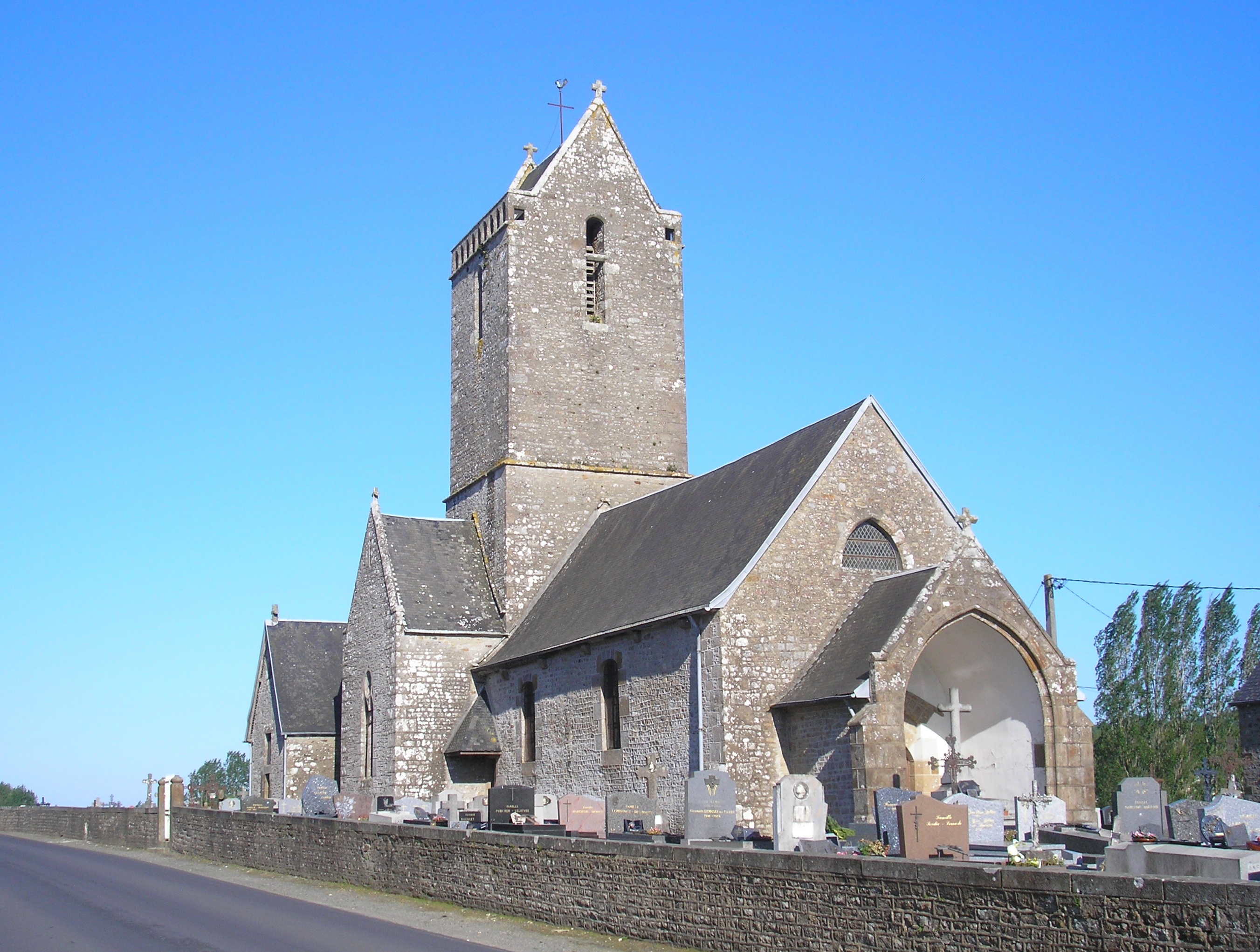
Kerk van Saint-Jean-de-la-Haize
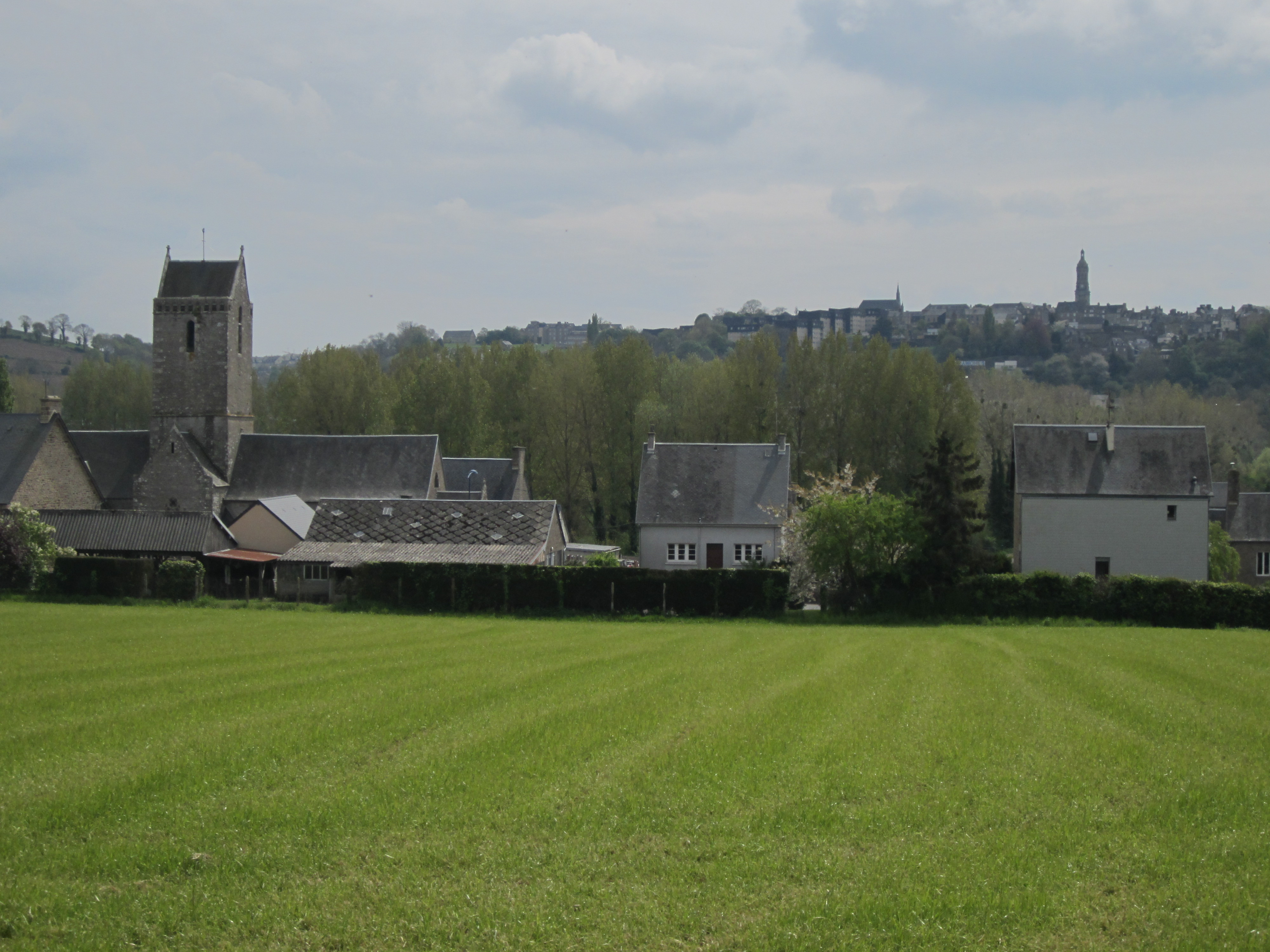
Saint-Jean-de-la-Haize

## Geografie
De oppervlakte van Saint-Jean-de-la-Haize bedraagt 8,9 km², de bevolkingsdichtheid is 44,8 inwoners per km².
De onderstaande kaart toont de ligging van Saint-Jean-de-la-Haize met de belangrijkste infrastructuur en aangrenzende gemeenten.

## Demografie
Onderstaande figuur toont het verloop van het inwonertal (bron: INSEE-tellingen).

1. ↑  Populations de référence 2022.